# Pneumatopteris
Pneumatopteris är ett släkte av kärrbräkenväxter. Pneumatopteris ingår i familjen Thelypteridaceae.

## Bildgalleri

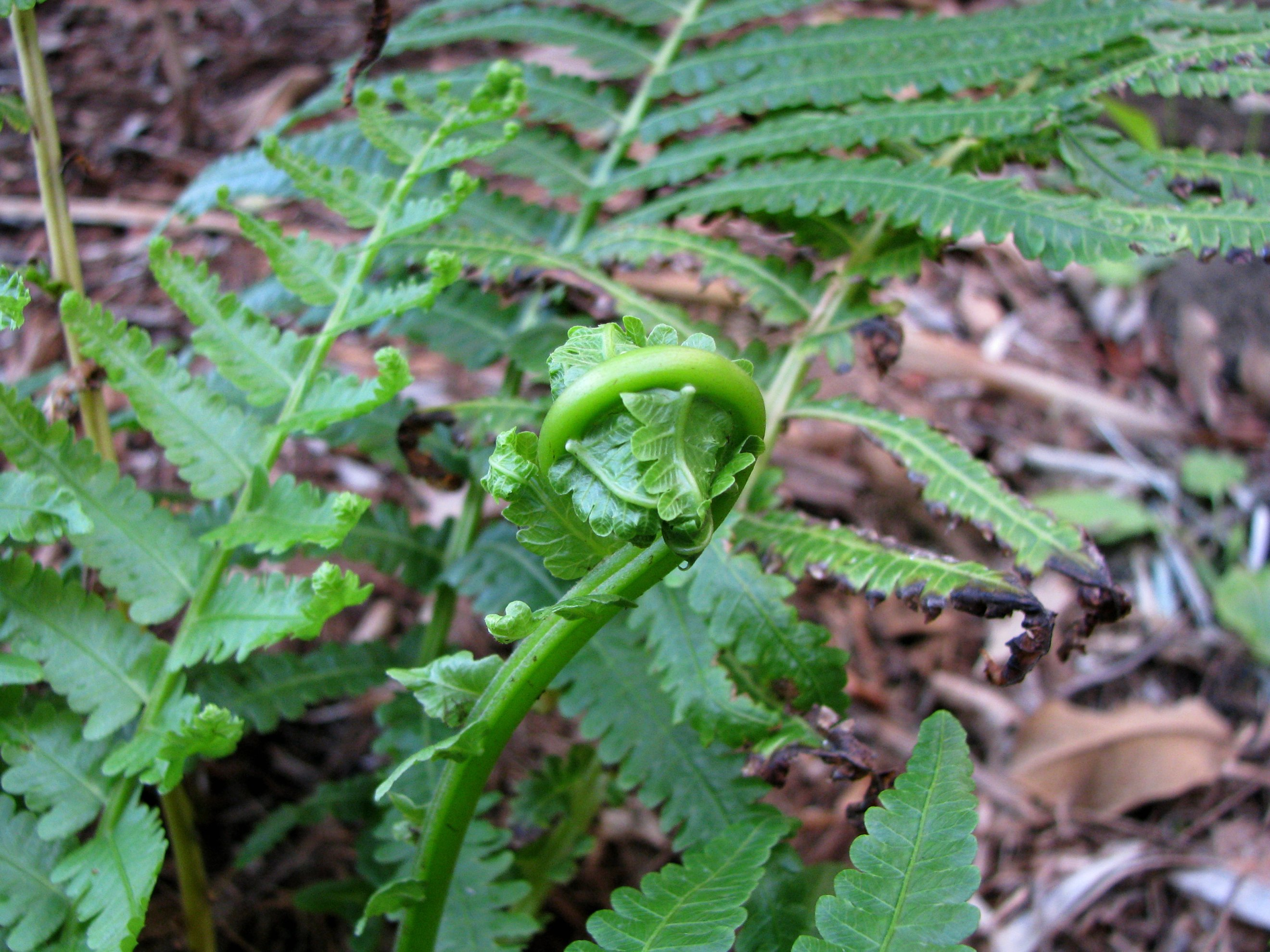
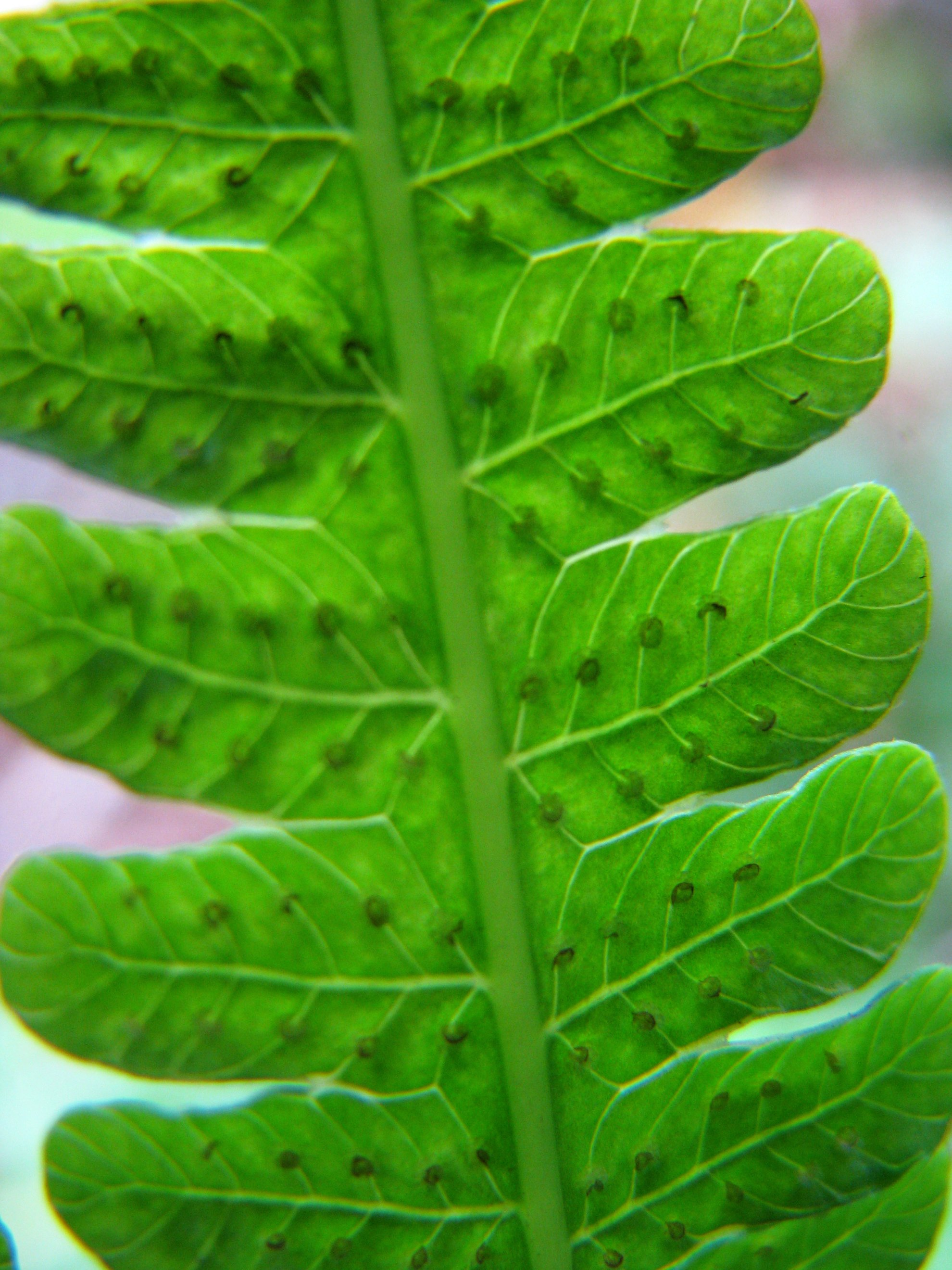
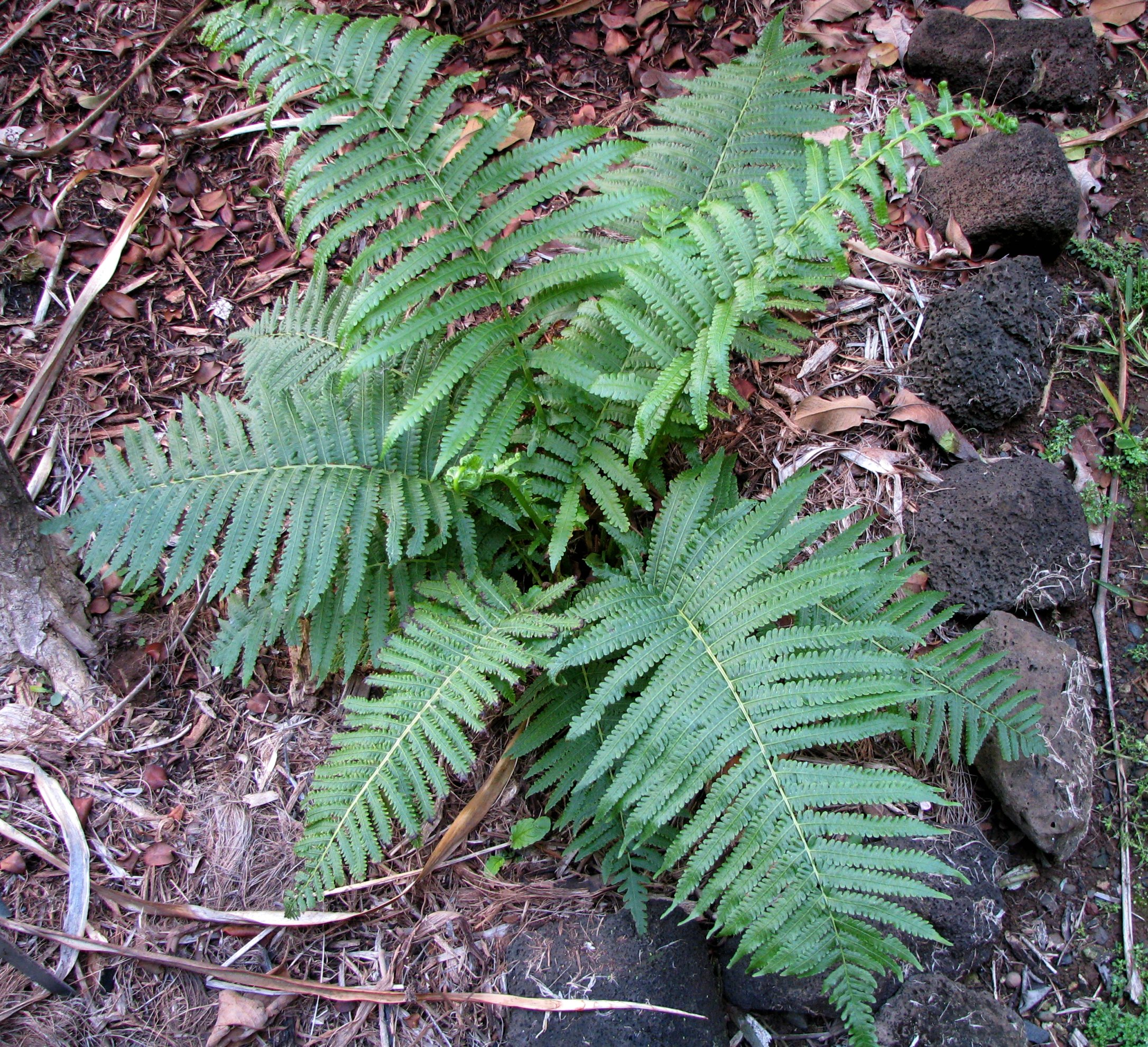
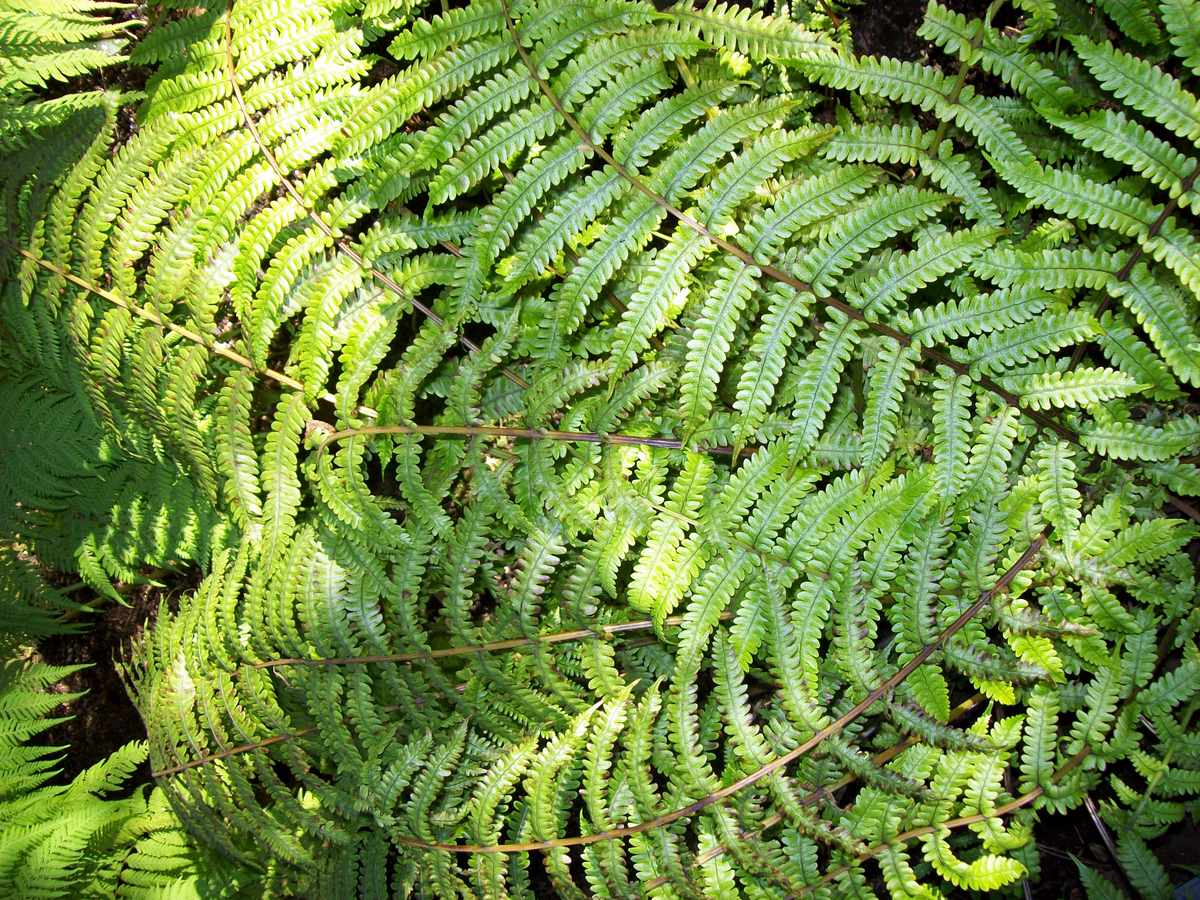
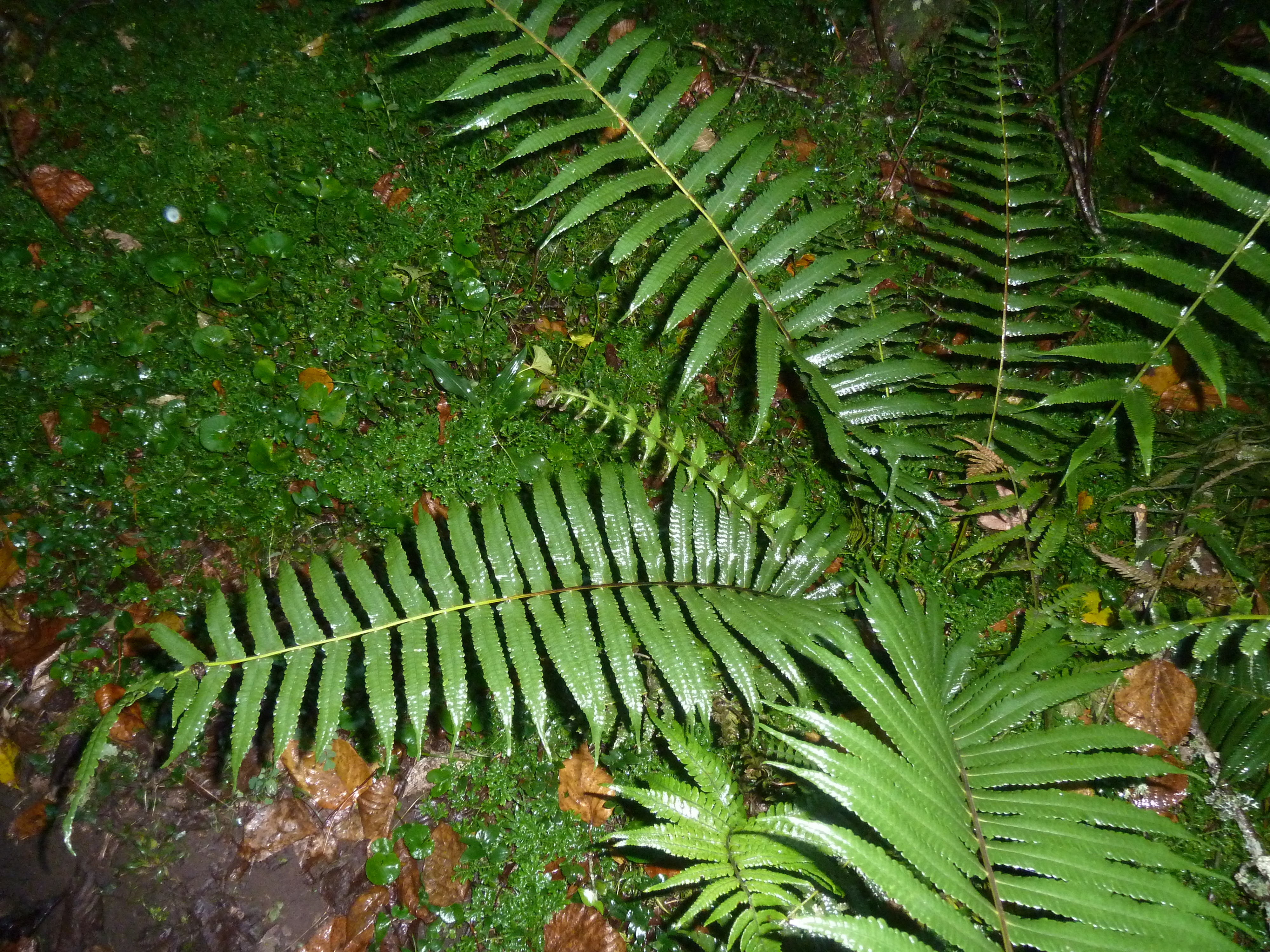
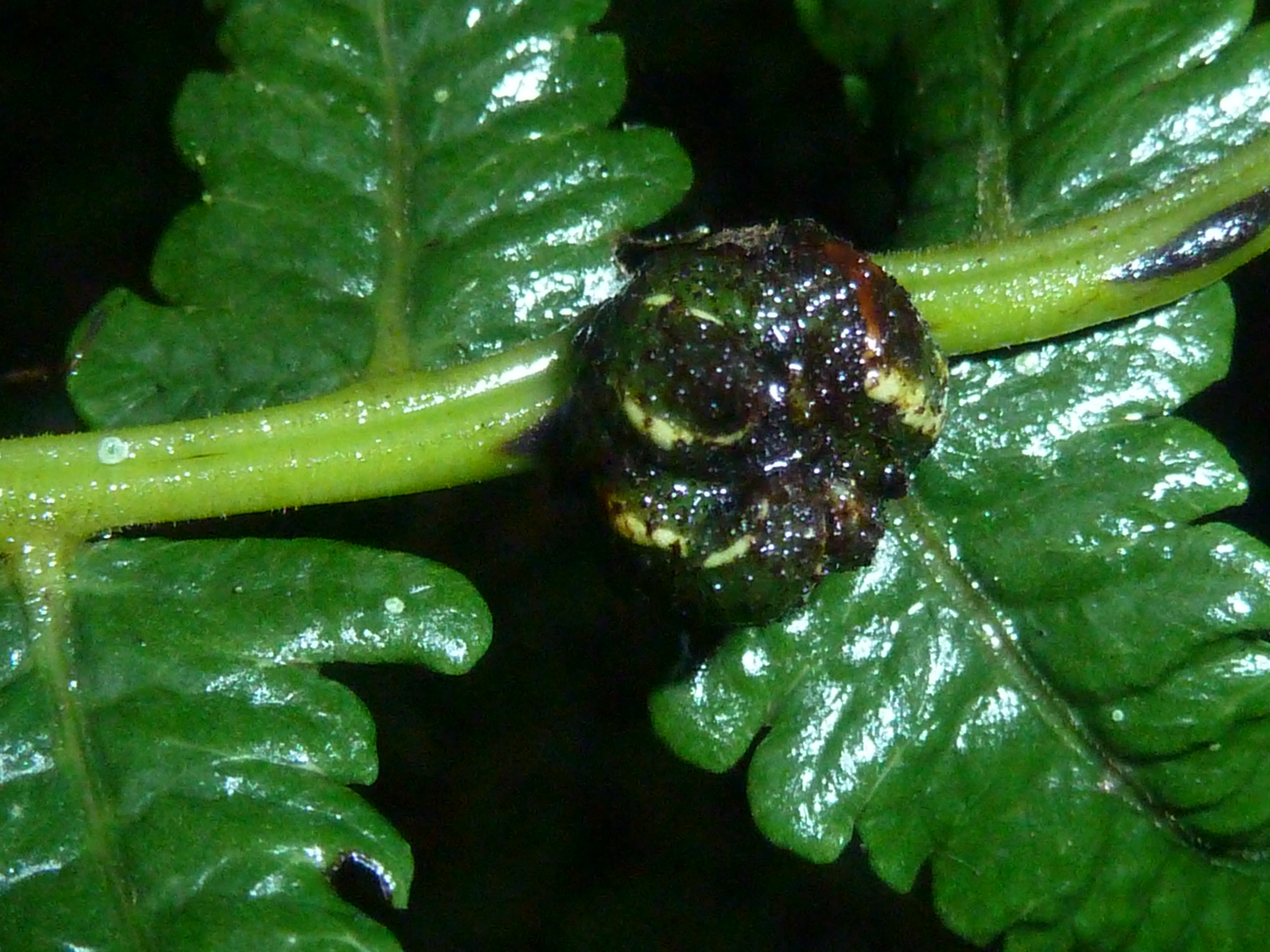

## Dottertaxa tillPneumatopteris, i alfabetisk ordning[1]
- Pneumatopteris aberrans
- Pneumatopteris afra
- Pneumatopteris angusticaudata
- Pneumatopteris auctipinna
- Pneumatopteris basicurtata
- Pneumatopteris blastophora
- Pneumatopteris boridensis
- Pneumatopteris brooksii
- Pneumatopteris bryanii
- Pneumatopteris callosa
- Pneumatopteris caudata
- Pneumatopteris cheesmaniae
- Pneumatopteris comorensis
- Pneumatopteris costata
- Pneumatopteris deficiens
- Pneumatopteris dicranogramma
- Pneumatopteris dilatata
- Pneumatopteris eburnea
- Pneumatopteris ecallosa
- Pneumatopteris egenolfioides
- Pneumatopteris excisa
- Pneumatopteris finisterrae
- Pneumatopteris glabra
- Pneumatopteris glandafra
- Pneumatopteris glandulifera
- Pneumatopteris hudsoniana
- Pneumatopteris humbertii
- Pneumatopteris imbricata
- Pneumatopteris incisa
- Pneumatopteris inclusa
- Pneumatopteris japenensis
- Pneumatopteris jermyi
- Pneumatopteris kerintjiensis
- Pneumatopteris keysseriana
- Pneumatopteris laevis
- Pneumatopteris latisquamata
- Pneumatopteris lawakii
- Pneumatopteris ligulata
- Pneumatopteris lithophila
- Pneumatopteris longipes
- Pneumatopteris loyalii
- Pneumatopteris lucida
- Pneumatopteris macroptera
- Pneumatopteris magnifica
- Pneumatopteris medlerae
- Pneumatopteris mesocarpa
- Pneumatopteris michaelis
- Pneumatopteris microauriculata
- Pneumatopteris microloncha
- Pneumatopteris micropaleata
- Pneumatopteris mingendensis
- Pneumatopteris nephrolepioides
- Pneumatopteris nitidula
- Pneumatopteris novae-caledoniae
- Pneumatopteris obliqua
- Pneumatopteris oppositifolia
- Pneumatopteris oxyoura
- Pneumatopteris papuana
- Pneumatopteris parksii
- Pneumatopteris patentipinna
- Pneumatopteris pendens
- Pneumatopteris pennigera
- Pneumatopteris pergamacea
- Pneumatopteris petrophila
- Pneumatopteris prismatica
- Pneumatopteris psilophylla
- Pneumatopteris regis
- Pneumatopteris remotipinna
- Pneumatopteris rodigasiana
- Pneumatopteris sandwicensis
- Pneumatopteris sibelana
- Pneumatopteris sogerensis
- Pneumatopteris stokesii
- Pneumatopteris subappendiculata
- Pneumatopteris subpennigera
- Pneumatopteris sumbawensis
- Pneumatopteris superba
- Pneumatopteris tobaica
- Pneumatopteris transversaria
- Pneumatopteris truncata
- Pneumatopteris unita
- Pneumatopteris usambarensis
- Pneumatopteris walkeri
- Pneumatopteris vaupelii
- Pneumatopteris venulosa
- Pneumatopteris versteeghii